# Epidendrum laterale
Epidendrum laterale là một loài thực vật có hoa trong họ Lan. Loài này được Rolfe mô tả khoa học đầu tiên năm 1912.